# Olbrzym (film)
Olbrzym (ang. Giant) – amerykański dramat filmowy z 1956 w reżyserii George’a Stevensa na podstawie powieści Edny Ferber pod tym samym tytułem. Główne role w filmie zagrali: Elizabeth Taylor, Rock Hudson i James Dean.
Olbrzym był ostatnim z trzech filmów Jamesa Deana, w którym zagrał pierwszoplanową rolę. Aktor zginął w wypadku samochodowym przed premierą filmu. Dean za rolę w tym filmie uzyskał pośmiertną nominację do Oscara w kategorii Najlepszy aktor pierwszoplanowy.
Leslie Lyntonn, młoda arystokratka z Marylandu, wychodzi za Jordana Benedicta, młodego i bardzo zamożnego posiadacza ziemskiego z Teksasu. Film opowiada historię ich rodziny na przestrzeni blisko 30 lat, kładąc nacisk na odrębność teksańskiej kultury, postępowe idee (tolerancja, prawa kobiet) i dyskryminację wobec Meksykanów. Mimo różnic kulturowych i politycznych małżonkowie stają się stopniowo zgodną parą. W gospodarce stanu pojawia się ropa naftowa i wkrótce staje się ważniejsza od tradycyjnych wielkich rancz. Nafciarzem jest Jett Rink, człowiek z nizin, niebawem król tej branży w Teksasie.

## Fabuła
Źródło: Filmsite
W latach 20. XX wieku Jordan „Bick” Benedict Jr., bogaty ranczer z Teksasu, przyjeżdża do Marylandu w celu zakupu koni u arystokratycznej rodziny Lynntonów. Bick zaczyna się interesować ze wzajemnością Leslie, córką doktora Lynntona. Wkrótce Bick i Leslie biorą ślub, i oboje jadą do Teksasu na ranczo Bicka – Reatę. Ranczem zarządza starsza siostra Bicka – Luz, która traktuje z wrogością bratową. Lokalny parobek Jett Rink ma złe zdanie o Bicku, uważając że jego rodzina przejęła swe włości nieuczciwie. Wkrótce Leslie dostrzega nierówności społeczne dotykające meksykańskich pracowników Reaty po ujrzeniu zamieszkałego przez nich slumsowego miasteczka Biendecito. Naciska na męża o poprawę ich sytuacji, który nie jest przychylny temu, aby jego rodzinny lekarz leczył Meksykanów.
Luz umiera wskutek próby ujeżdżania zakupionego przez brata konia. Na łożu śmierci Luz zapisała Jettowi niewielki kawałek Reaty, Buffalo Wallow. Bick, mający zatarg z Jettem, zamierza utrzymać w całości ranczo. Chcąc jednak uszanować wolę siostry, oferuje mu 12 tys. dolarów co przekracza wartość Buffalo Wallow. Jett obstaje przy swoim i nazywa swoją ziemię Małą Reatą. Niedługo potem Leslie kłóci się z Bickiem, po tym jak chciała wziąć udział w rozmowie politycznej przeznaczonej tylko dla mężczyzn, powołując się na bardziej liberalne podejście z Marylandu w tych sprawach. Wkrótce rodzą im się bliźnięta – Jordy i Judy. Dzięki Leslie, meksykański lekarz dr Guerra otwiera praktykę w Biendecito, polepszając warunki jej mieszkańców. Tymczasem Jett odkrywa na swej ziemi ropę naftową.
Cztery lata później Benedictom rodzi się kolejne dziecko – Luz nazwana na cześć jej zmarłej ciotki. Podczas obchodów czwartych urodzin bliźniąt Leslie nie podoba się faworyzacja Jordy’ego przez Bicka jak i usilne zmuszenie go do polubienia jazdy konnej. Małżonkowie zdają sprawę, że coraz częściej się kłócą i decydują na chwilowe rozstanie; Leslie wyjeżdża z dziećmi do rodzinnego domu. Jej siostra Lacey bierze ślub, na który niespodziewanie przyjeżdża Bick. Pogodzona z mężem Lesie wraca z dziećmi do Teksasu. Mała Reata przekształca się w zagłębie naftowe Jetexas Company po odkryciu wielkiego złoża. Jett, chełpiąc się nowo zdobytym majątkiem przed Benedictami, chce pozwolenia na wydobycie ropy w Reacie. Bick, zdeterminowany zachować rodzinne dziedzictwo hodowli bydła, odmawia. 
W 1941 roku Jordy zamiast przejąć ranczo po ojcu chce zostać lekarzem uważając, że byłby słabym zarządcą. Z kolei Judy nie zamierza się kształcić w, narzuconej przez matkę, szwajcarskiej pensji, chcąc podjąć studia zootechniczne. W okresie bożonarodzeniowym Ángel, syn jednego z meksykańskich pracowników Reaty, zaciąga się do armii po japońskim nalocie na bazy wojskowe w Pearl Harbor. Do wojska powołano też ranczera Boba, narzeczonego Judy, któremu Bick proponuje pracę w Reacie wobec konsekwentnych odmów Jordy’ego. Bob jednak chce z Judy założyć własne i skromne ranczo. Widząc, że żadne z dzieci nie zamierza kontynuować rodzinnego interesu, Bick w końcu ulega naciskom będącego miliarderem Jetta i zgadza się na odwierty w Reacie. Wkrótce Bick rozszerza działalność o nafciarstwo. Ślub Jordy’ego z córką Guerry, pielęgniarką Juaną, a następnie śmierć Ángela na froncie, zacieśniają więzi Teksańczyków i Meksykanów. 
W latach 50. Jett urządza w swoim hotelu w Austin huczne przyjęcie z okazji otwarcia lotniska i zaprasza na nie rodzinę Benedictów i ich przyjaciół. Na miejscu Luz szokuje rodzinę swoją bliższą relacją z Jettem. Okazuje się również, iż Jett zakazał obsługi Meksykanów w całym mieście, co uderza w Juanę. Podczas bankietu rozwścieczony Jordy chce rozmówić się z podpitym Jettem, który go bije z ochroniarzami, który następnie wyrzuca. Bick, mając dość wywyższania się Jetta, rzuca mu wyzwanie, ale widząc go zbyt pijanego uważa, że nie jest tego warty, więc on i pozostali Benedictowie odchodzą. Jett mdleje, gdy próbuje wygłosić przemówienie przed wypełnioną po brzegi salą balową. Pełen żalu Jordy oznajmia ojcu, że stanął w jego obronie tylko z powodu swojej urażonej dumy. Z kolei Luz oskarża obu o kompromitację rodziny i zawiść wobec sukcesu Jetta.  
Kilka godzin później Jett leży nieprzytomny w pustej sali balowej, budzi się i opłakuje swoją nieodwzajemnioną miłość do Leslie. Świadkiem jest Luz, która odchodzi ze złamanym sercem. Następnego dnia, jadąc do domu, Benedictowie zatrzymują się w knajpce. Jej właściciel, z niechęcią podchodzi Juany i jej syna, a kiedy próbuje wyrzucić z lokalu meksykańską rodzinę, Bick interweniuje i dochodzi do bójki. W efekcie Bick kończy pobity. W Reacie ubolewa nad tym, że nie udało mu się zachować dziedzictwa swojej rodziny. Leslie odpowiada, że po walce w knajpce po raz pierwszy został jej bohaterem i nazywa jego wyczyn największym sukcesem jakiego dokonał członek Benedictów w ciągu stu lat. Oboje spoglądają na swoje wnuczęta – białą Judy II i mieszanego Jordana IV.  

## Obsada
Opracowano na podst. materiału:

- Elizabeth Taylor – Leslie Benedict z d. Lynnton
- Rock Hudson – Jordan „Bick” Benedict Jr.
- James Dean – Jett Rink
- Nick Adams – Jett Rink (głos podczas przemowy na bankiecie)
- Carroll Baker – Luz Benedict II
  - Christine Werner – niemowlęca Luz Benedict II
  - Judy Lent – 2-letnia Luz Benedict II
  - Jill Lent – 2-letnia Luz Benedict II
- Jane Withers – Vashti Snythe z d. Hake
- Chill Wills – wuj Bawley
- Mercedes McCambridge – Luz Benedict
- Dennis Hopper – Jordan „Jordy” Benedict III
  - Dave Bishop – niemowlęcy Jordan „Jordy” Benedict III
  - Richard Bishop – niemowlęcy Jordan „Jordy” Benedict III
  - Steven Kay – 4-letni Jordan „Jordy” Benedict III
- Sal Mineo – Ángel Obregón II
  - John Garcia – niemowlęcy Ángel Obregón II
  - David Jiminez – 5-letni Ángel Obregón II
- Rod Taylor – sir David Karfrey
- Judith Evelyn – Nancy Lynnton
- Earl Holliman – Robert „Bob” Dace
- Robert Nichols – Mort „Pinky” Snythe
- Paul Fix – dr Horace Lynnton
- Alexander Scourby – Stary Polo
- Fran Bennett – Judy Dace z d. Benedict
  - Georgann Cashen – niemowlęca Judy Benedict
  - Mary Ann Cashen – niemowlęca Judy Benedict
  - Dana Dillaway – 4-letnia Judy Benedict
- Charles Watts – sędzia Oliver Whiteside
- Elsa Cárdenas – Juana Villalobos Guerra Benedict
- Carolyn Craig – Lacey Lynnton
- Monte Hale – Bale Clinch
- Sheb Wooley – Gabe Target
- Mary Ann Edwards – Adarene Clinch
- Victor Millan – Ángel Obregón
- Mickey Simpson – Sarge
- Pilar Del Rey – pani Obregón
- Maurice Jara – dr Guerra
- Noreen Nash – Lona Lane
- Ray Whitley – Watts
- Napoleon Whiting – Swazey
- Maxine Gates – kelnerka
- Ramon Ramirez – Jordan Benedict IV
  - Perfideo Aguilar – niemowlęcy Jordan Benedict IV
  - Margaret Trujillo – niemowlęcy Jordan Benedict IV
- Wanda Lee Thompson – Judy Dace II
  - Colleen Crane – niemowlęca Judy Dace II
  - Marlene Crane – niemowlęca Judy Dace II

## Nagrody i nominacje

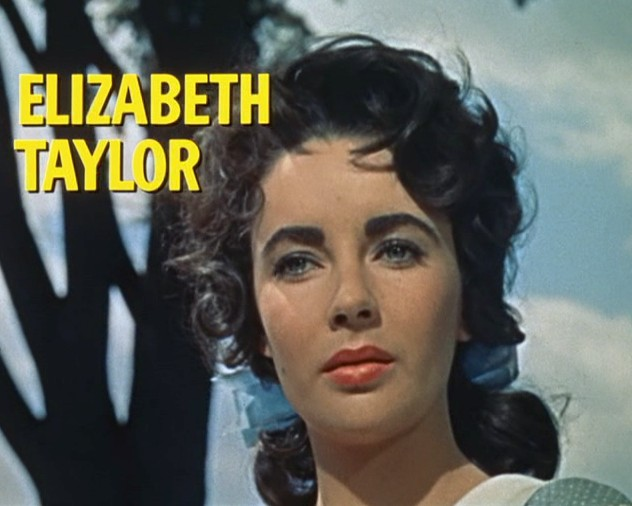
Elizabeth Taylor

| Nagroda                                        | Kategoria                                              | Nominowani                                         | Wynik     | Źródło      |
| ---------------------------------------------- | ------------------------------------------------------ | -------------------------------------------------- | --------- | ----------- |
| Nagroda Akademii Filmowej                      | Najlepszy film                                         | George Stevens, Henry Ginsberg                     | Nominacja | [ 4 ] [ 5 ] |
| Nagroda Akademii Filmowej                      | Najlepsza reżyseria                                    | George Stevens                                     | Wygrana   | [ 4 ] [ 5 ] |
| Nagroda Akademii Filmowej                      | Najlepszy aktor pierwszoplanowy                        | James Dean                                         | Nominacja | [ 4 ] [ 5 ] |
| Nagroda Akademii Filmowej                      | Najlepszy aktor pierwszoplanowy                        | Rock Hudson                                        | Nominacja | [ 4 ] [ 5 ] |
| Nagroda Akademii Filmowej                      | Najlepsza aktorka drugoplanowa                         | Mercedes McCambridge                               | Nominacja | [ 4 ] [ 5 ] |
| Nagroda Akademii Filmowej                      | Najlepszy scenariusz adaptowany                        | Fred Guiol, Ivan Moffat                            | Nominacja | [ 4 ] [ 5 ] |
| Nagroda Akademii Filmowej                      | Najlepsza scenografia i dekoracje wnętrz (film barwny) | Boris Leven, Ralph S. Hurst                        | Nominacja | [ 4 ] [ 5 ] |
| Nagroda Akademii Filmowej                      | Najlepsze kostiumy (film barwny)                       | Marjorie Best, Moss Mabry                          | Nominacja | [ 4 ] [ 5 ] |
| Nagroda Akademii Filmowej                      | Najlepszy montaż                                       | William Hornbeck, Philip W. Anderson, Fred Bohanan | Nominacja | [ 4 ] [ 5 ] |
| Nagroda Akademii Filmowej                      | Najlepsza muzyka w dramacie/komedii                    | Dimitri Tiomkin                                    | Nominacja | [ 4 ] [ 5 ] |
| Złote Globy                                    | Najlepszy dramat                                       | George Stevens                                     | Nominacja | [ 6 ] [ 5 ] |
| Złote Globy                                    | Najlepszy reżyser                                      | George Stevens                                     | Nominacja | [ 6 ] [ 5 ] |
| Złote Globy                                    | Najlepszy kobiecy debiut                               | Carroll Baker                                      | Wygrana   | [ 6 ] [ 5 ] |
| Directors Guild of America Awards              | Najlepsze osiągnięcie reżyserskie w filmie fabularnym  | George Stevens                                     | Wygrana   | [ 7 ] [ 5 ] |
| David di Donatello                             | Najlepszy zagraniczny producent                        | Jack Warner                                        | Wygrana   | [ 8 ]       |
| Photoplay Awards                               | Złoty Medal                                            | Złoty Medal                                        | Wygrana   |             |
| Stowarzyszenie Nowojorskich Krytyków Filmowych | Najlepszy film                                         | Najlepszy film                                     | Nominacja |             |
| Stowarzyszenie Nowojorskich Krytyków Filmowych | Najlepszy scenariusz                                   | Fred Guiol, Ivan Moffat                            | Nominacja |             |

### Wyróżnienia
| Rok wyróżnienia | Amerykański Instytut Filmowy                             | Miejsce |
| --------------- | -------------------------------------------------------- | ------- |
| 1998            | Lista 100 najlepszych amerykańskich filmów wszech czasów | 82      |

| Data wpisania | National Film Registry |
| ------------- | --- |
| 2005          | Lista filmów budujących dziedzictwo kulturalne USA utworzona przez National Film Preservation Board i przechowywana w Bibliotece Kongresu Stanów Zjednoczonych |

## Produkcja
- Pierwsza część filmu była kręcona w stanie Wirginia i obrazowała Maryland, zaś resztę filmu nakręcono w Teksasie.
- Reżyser chciał, aby rolę Jetta Rinka zagrał Alan Ladd, jednak ostatecznie objął ją James Dean.
- Rolę Leslie Benedict, którą ostatecznie zagrała Elizabeth Taylor, zaproponowano Grace Kelly.
- William Holden był głównym kandydatem do roli Bicka Benedicta.
- Carroll Baker, która w filmie zagrała córkę Elizabeth Taylor, w rzeczywistości była starsza od swojej ekranowej matki.
- Po tragicznej śmierci Jamesa Deana, która nastąpiła przed końcem produkcji filmu, głos do niektórych scen z udziałem aktora użyczył Nick Adams.
- Film zarobił najwięcej pieniędzy w historii Warner Bros. aż do premiery Supermana.